# 作家
作家（さっか）は、芸術作品の制作をする専門家。それを職業とする人。

## 概説
江戸時代には「作者」という表現はあったが「作家」は無く、明治時代ころから使われ、もともとは主に小説家を言った。やがて著作家の類をそう呼ぶようになった。
現代では、著作家以外でも作家と呼ばれる専門家がいる。
作家と呼ばれることを嫌う人もいる。

## 「作家」と称されている主な例
著作家
- 小説家
- 劇作家
- ノンフィクション作家
- 放送作家・構成作家
- 脚本家[要出典]（シナリオライター[要出典]）
- コラムニスト
- 随筆家/エッセイスト
- 詩人[要出典]
- 絵本作家
- 漫画原作者[要出典]

その他
- 陶芸作家[1][2][3]
- 彫刻家[4]
- 映像作家
- 華道家[要出典]
- 建築家（「住宅作家[要出典]」）
- 造園家・作庭家[要出典]
- 書道家
- 写真家[要出典]
- 模型作家（プロモデラー）
- フィギュア作家
- 人形作家
- 折り紙作家
- パズル作家
- ゲーム作家（コンピュータゲーム開発者、ゲームクリエイターなど）
- クイズ作家

アニメ
- アニメーション作家

CG